# 8215 Zanonato
8215 Zanonato eller 1995 FZ är en asteroid i huvudbältet som upptäcktes den 31 mars 1995 av de båda japanska astronomerna Takeshi Urata och Yoshisada Shimizu vid Nachi-Katsuura-observatoriet. Den är uppkallad efter Flavio Zanonato.
Asteroiden har en diameter på ungefär 4 kilometer.